# Coronación de la Virgen (Velázquez)
La Coronación de la Virgen es un lienzo de Diego Velázquez conservado en el Museo del Prado.

## Historia del cuadro
El cuadro, según Palomino, "estaba" en el oratorio del cuarto de la reina Isabel de Borbón, esposa de Felipe IV, en el antiguo Real Alcázar de Madrid. No se menciona, sin embargo, en el inacabado inventario de 1666 ni en los posteriores de 1686 y 1700, recogiéndose por primera vez en la lista de obras salvadas del incendio de 1734, donde se describe como «la Santísima Trinidad coronando a la Virgen» con atribución a Alonso Cano, nombre luego tachado y reemplazado por el de Velázquez. En 1746 se inventarió con atribución correcta en el Palacio del Buen Retiro y en 1772 en el Palacio Real Nuevo, ingresando en el Museo en 1819.
Carl Justi y Aureliano Beruete la incluyeron entre las obras tardías del pintor, al encontrar semejanzas estilísticas con Las hilanderas. Allende-Salazar, seguido por el resto de la crítica, observó sin embargo que el cuadro debió de pintarse antes de 1644, cuando aparece fechada la Coronación de Jusepe Martínez para la Catedral de Zaragoza, cuya parte superior guarda estrecha semejanza con el lienzo velazqueño. Para José López-Rey, con todo, esa relación de dependencia no sería motivo suficiente para adelantar la fecha de ejecución del lienzo de Velázquez, que él data entre 1644-1648 por encontrarlo estilísticamente próximo a la Fábula de Aracne y la Venus del espejo, pues Martínez podría haber visto el cuadro de la Coronación de la Virgen inacabado o haber recibido ciertas sugestiones de Velázquez, con quien coincidió en Zaragoza en 1644 y a quien alguna vez dejó su taller. El análisis técnico efectuado en el Museo del Prado apunta, no obstante, a una fecha de ejecución en torno a 1635, como indicaba ya Palomino, con una técnica de preparación del lienzo y aplicación de las capas de color por transparencias semejante a la empleada en otras obras de ese periodo, si bien la ejecución fue en este caso más cuidada al tratarse de una obra de devoción respondiendo a un encargo especial.
Se trata de una pintura en cierto modo excepcional dentro de la producción de Velázquez, en la que no abundan las obras de devoción, para la que se han sugerido como modelos iconográficos algunas composiciones de igual tema de El Greco en el Museo del Prado y Hospital de la Caridad de Illescas, una estampa de Alberto Durero fechada en 1510 y dos estampas sacadas de un cuadro de Marten de Vos, si bien, como advierte Julián Gállego, la escena «apenas puede concebirse en otro orden, con el Padre a la derecha, el Hijo a la izquierda y el Espíritu Santo en forma de paloma, volando sobre la cabeza de la Virgen, sentada en un plano inferior».

## Descripción del cuadro
La composición de las figuras es triangular, con el vértice invertido, siguiendo la moda de la época, dando la sensación de un gran equilibrio y armonía de líneas. El protagonismo es para la imagen de María cuyo rostro se presenta con los ojos bajos, la nariz recta y los labios perfilados. La expresión es de modestia, de reverencia y emoción. La composición del cuadro en conjunto, tanto por el color como por la forma, recuerda un corazón. La actitud de la Virgen, señalando con su mano derecha su propio corazón, refuerza esta idea y mueve a la piedad. Esa forma de corazón, que es lo más original del cuadro junto con la naturalidad de las figuras, podría, en opinión de Gállego, ponerse en relación con la devoción al Sagrado Corazón de María favorecida junto con la devoción al Sagrado Corazón de Jesús por san Francisco de Sales ya en 1611.
A la derecha del espectador está Dios Padre, representado con gran dignidad como un viejo bondadoso. A la izquierda está Jesucristo, con largos cabellos, ambos en actitud de coronar la cabeza de la Virgen con guirnalda de flores. Y en el centro, la representación del Espíritu Santo, bajo la forma de una paloma blanca. Estas tres Personas se disponen a la misma altura, a lo largo de una hipotética línea que define la base del triángulo, representando de este modo el mismo rango de supremacía en la Divinidad.  
Los colores empleados por Velázquez son los azules, principalmente lapislázuli en los tonos azules más intensos de la capa de la Virgen, rojos y morados, empleando laca orgánica roja mezclada con blanco de plomo y calcita en diversa proporción, y laca orgánica roja mezclada con el lapislázuli y la azurita para obtener los morados. En algunas zonas, especialmente en los rojos, el pigmento empleado es muy escaso, siendo mayor la proporción de aglutinante. Sobre el rojo de los mantos y de la túnica de la Virgen, casi traslúcido y mezclado con blanco de plomo, aplicó nuevas veladuras por medio de toques de blanco, mientras la pintura aplicada a la túnica de Dios Padre literalmente chorrea sobre el manto de la Virgen a causa de ese abundante empleo de aglutinante. Para obtener esa transparencia en las capas de color aplicó a las mezclas carbonato cálcico en gran cantidad, que absorbe el aglutinante y se hace traslúcido. Ojos y manos aparecen de este modo casi difuminados. También es muy escasa la materia pictórica empleada en las nubes, que se superponen a los mantos y los cuerpos de los ángeles, pues, como es habitual en el pintor, no respeta el espacio asignado a cada figura y realiza numerosas correcciones sobre la marcha, aunque en este caso no pueda hablarse de arrepentimientos.